# Hymenaster nobilis
Hymenaster nobilis är en sjöstjärneart som beskrevs av Wyville Thomson 1876. Hymenaster nobilis ingår i släktet Hymenaster och familjen knubbsjöstjärnor. Inga underarter finns listade i Catalogue of Life.